# Dede (Titel)

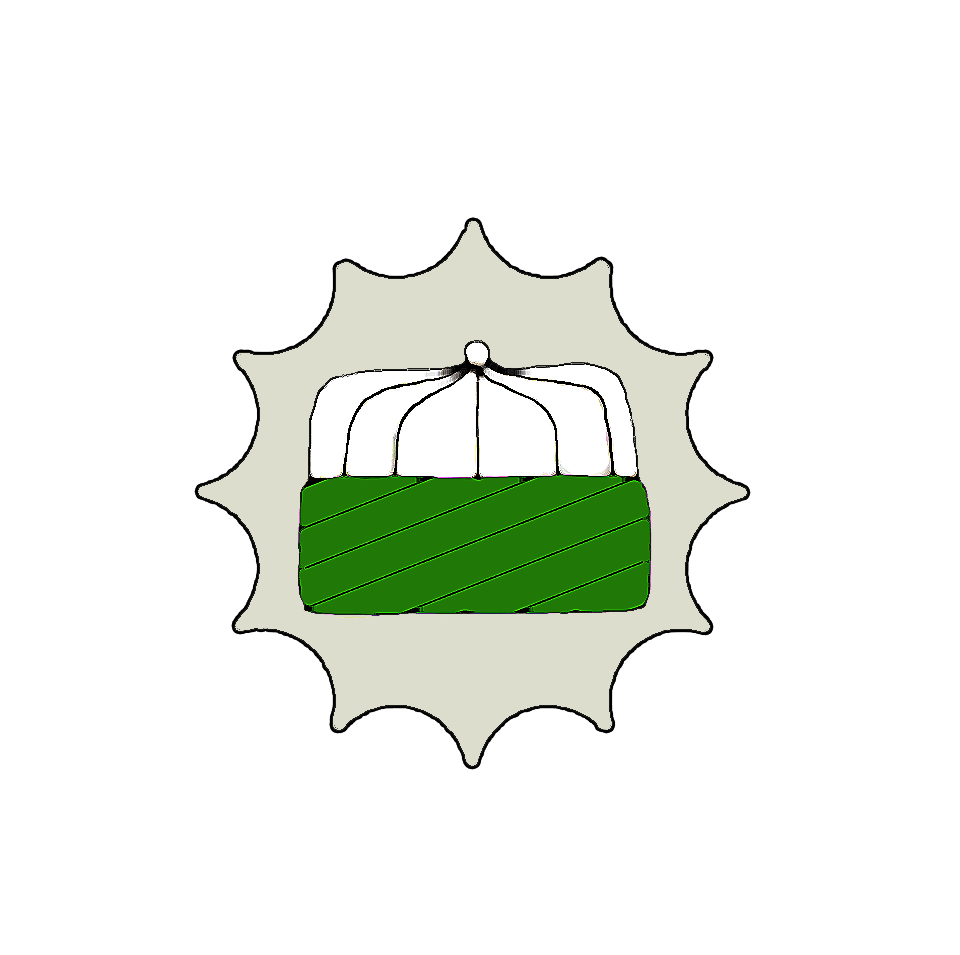
Von Bektaschi-Dedes getragene Kopfbedeckung

Dede (türkisch für ‚Großvater, Vorfahre, Urahn‘) ist eine an führende Personen verschiedener islamischer und verwandter Gemeinschaften vergebene Ehrenbezeichnung.
Der Titel findet sich bei Derwisch-Gemeinschaften. Alternativen sind ata (‚Vorfahre‘) und baba (‚Vater‘, teils ein darunterstehender Rang).
Die Bezeichnung findet sich auch bei den Aleviten (die sich selbst teils dem Islam zurechnen, teils nicht), dort bezeichnet es einen direkten Nachkommen Mohammeds (der Ehlibeyt) aus der Linie Imam Alis, der den Koran genau kennen muss und dem auch der Besitz von besonderen Kräften (keramet) zugeschrieben wird. Dieser hat die Funktion eines Imams in anderen islamischen Denominationen und lehrt und hilft im alevitischen Gebet. Die entsprechende weibliche Funktion ist die Ana (‚Großmutter‘). 
Auch wurde Dede als respektvoller Titel für als heilig geltende Wundertäter in Istanbul und Anatolien benutzt, z. B. in den Reiseberichten des Evliya Çelebi. Dede wurde als Dada, Plural: Dadagan ins Persische entlehnt. In safawidischer Terminologie bezeichnete dada die kleinen Gruppen, die die Murschids beaufsichtigten. Die Safawiden waren ursprünglich im 14. Jahrhundert ein Tariqa (mystischer Orden).
Historisch belegt ist der Begriff in frühen Quellen wie der Sammlung der Dialekte der Türken (diwān lughāt at-turk) von Kaschgari und in späteren türkischen Rhapsodien wie den Dede-Korkut-Geschichten. Dede Korkut wird in diesen Geschichten auch Korkut Ata genannt. Dede kann vor oder nach dem Namen einer Person stehen. Nach dem Namen der Person wird der Titel v. a. bei Mevlevi-Derwischen geführt. Vor dem Namen kam der Titel mehrmals in Anatolien vor, z. B. auf einer Stiftungsurkunde des Fürstentums der Germiyanoğulları.